# Левашово (аеродром)
Левашово — аеродром спільного базування на околиці Санкт-Петербурга. На ньому базується 33-й окремий транспортний змішаний авіаполк, який використовує вертольоти Мі-8, Мі-26Т, літаки Ан-12БК, Ан-26, Ан-30, Ан-72, Ту-134, L-410, Ан-148-100.

## Історія
У січні 2014 року на основі дислокованої на аеродромі 1080-ї випробувальної авіаційної бази (літаки Ан-72, Ан-30, Ан-26, вертольоти Мі-8) та виведеної з аеродрому Плесецьк 17-ї окремої змішаної авіаескадри — літаки Ан-26, Ан-30, Ан-72, Ан-12 та вертольоти Мі-8) на аеродромі було сформовано 33-й окремий транспортний змішаний авіаційний полк.

## Катастрофи та інциденти
- 6 березня 2018 при заході на посадку на аеродром Хмеймім в Сирії розбився транспортний літак Ан-26, що належав 33-му авіаполку з Левашово. Загинули всі, хто був на борту[5][6].

- 10 червня 2001 р. на аеродромі Левашово два реактивних навчальних літаки Aero L-39 Albatros пілотної групи «Русь» зіткнулись і розбилися під час показових виступів. Загинув один із пілотів — Сергій Максимов[7][8][9].